# Косметика в Стародавньому Римі

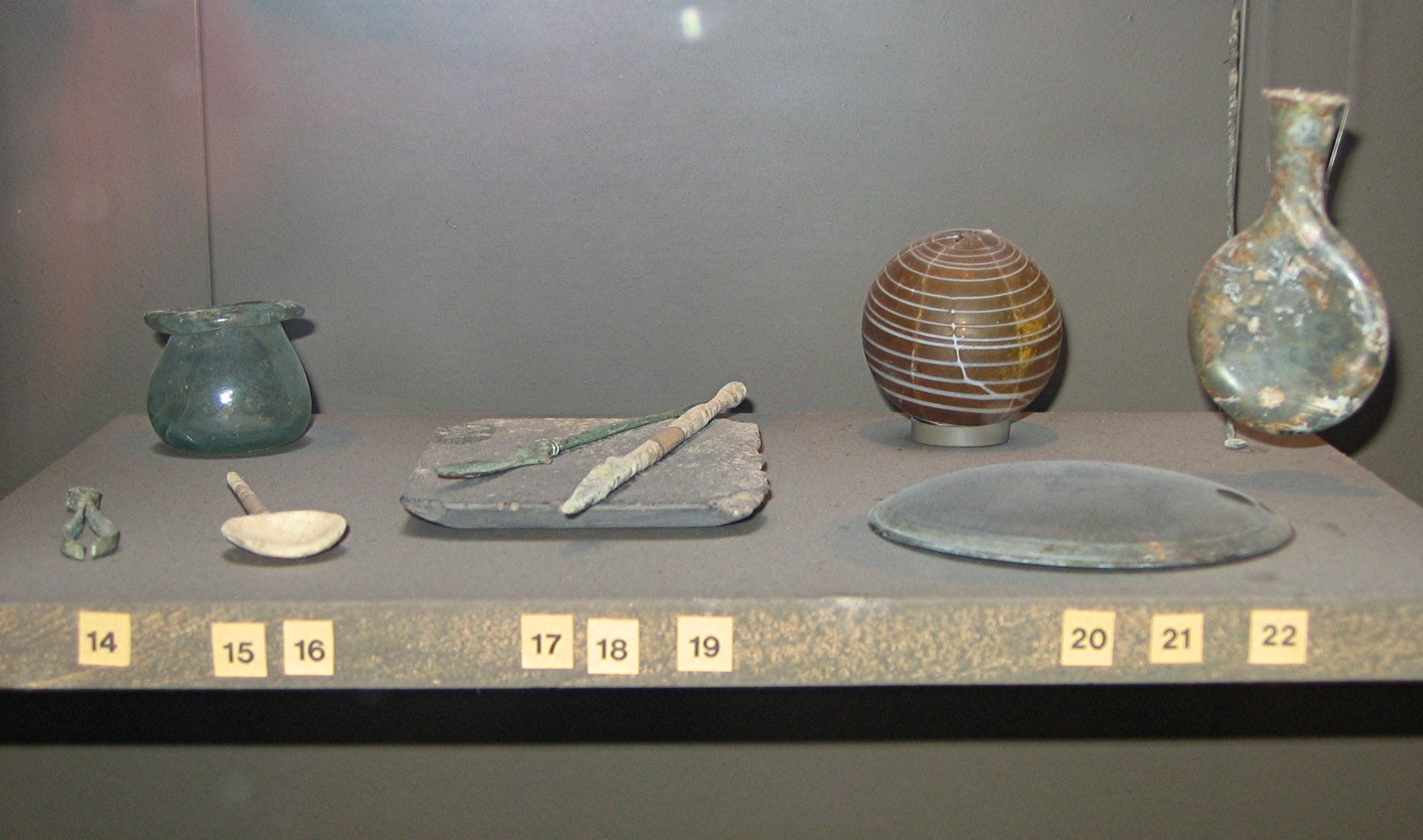
Експонати музею Евре (Франція)

В усі часи косметиці приділялася велика увага. Римські жінки залюбки користувалися косметикою. Кожна багата римлянка мала спеціальну шухлядку, де містилось усе необхідне для догляду за собою. Модниці витрачали на косметику величезні гроші. На ринках можна було купити будь-які косметичні товари, але особливо цінувалися єгипетські мазі та порошки, яким приписували різні магічні властивості. У Римі, як і в Греції, косметикою користувалися спочатку досить помірно — практично ніяких фарб і білил. Але з часом римлянки, піддаючись впливу сформованих в інших державах традицій, стали застосовувати косметику все більше і більше.

## Макіяж
Багаті дами заводили спеціальних рабинь, які щодня прикрашали їх тіло та обличчя. Вони наносили своїм господиням на зуби особливу емаль, приготовану з соку кизилу і товчених водяних горіхів. Усе обличчя покривали шаром свинцевих білил, а прищики, родимки, бородавки ховали під «мушками» у формі півмісяця. Якщо ж прищів і веснянок було занадто багато і вони не сходили, то припікали їх дуже рідкісною сумішшю – алкімеєм.

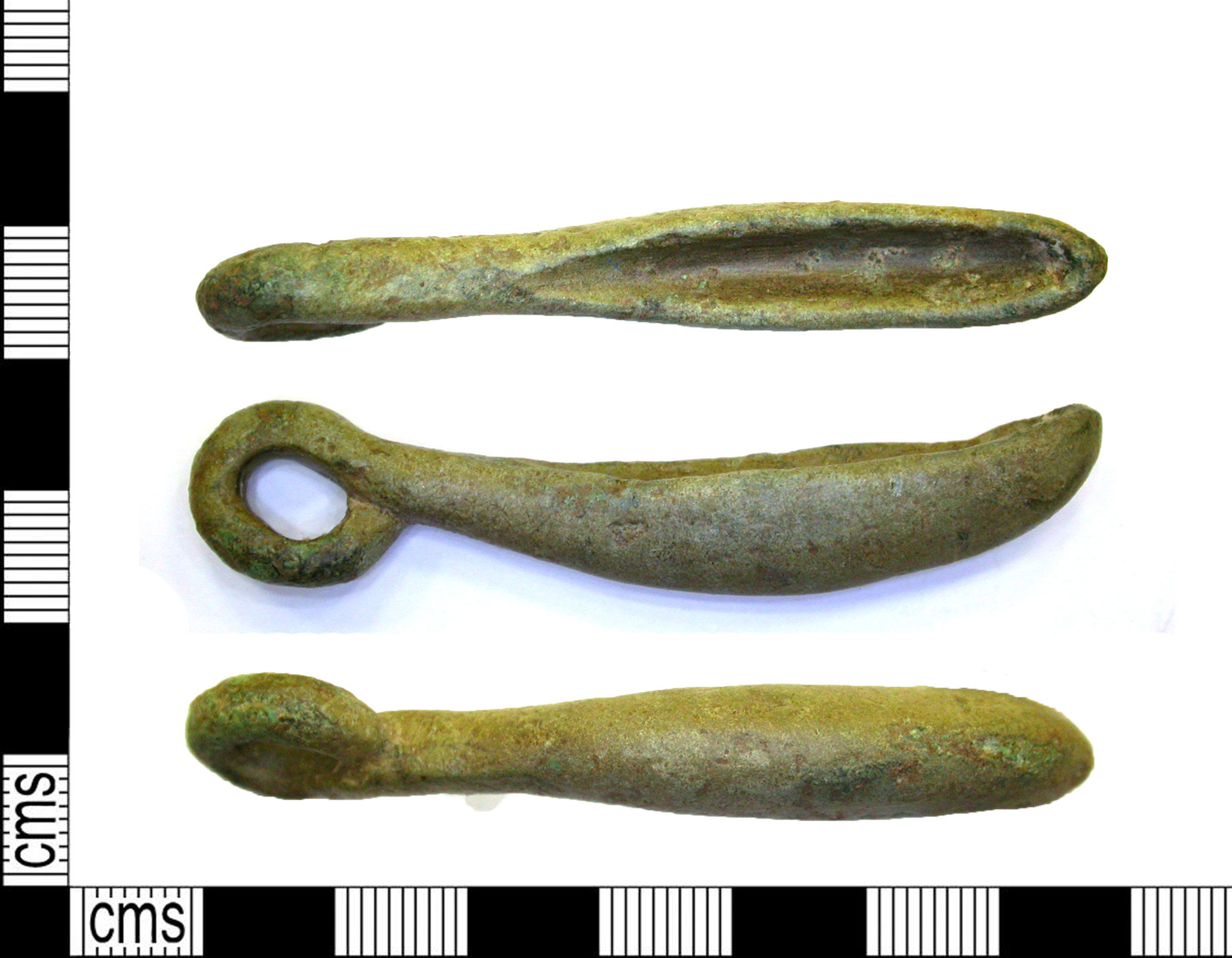
Мідні Римські косметичні інструменти (між 100 р до н.е. і 400 р)

Далі в хід ішли сурма, сік шафрану, рум'яна, золота фарба — усе, що застосовували жінки того часу в різних кінцях світу. Особливо цінувалися декоративні засоби, привезені з Єгипту — деякі навіть приписували їм магічну дію. Поппея, дружина імператора Нерона, під час здійснення косметичних процедур закликала на допомогу сотні служниць. Вона сама придумала особливу маску, якою користувалася щодня: житнє борошно, листя вербени, мед, молоко ослиці. На обличчя накладався товстий шар свинцевого білила, брови та очі поводились сурмою і соком шафрану, щоки рум'янилися, губи фарбувалися помадою.
Римлянки дуже любили освітлювати обличчя і волосся. Для цього готувалася маска зі звареного потовченого гороху і тіста для випічки хліба. Таку маску наносили на шкіру, витримували приблизно пів години та потім знімали бавовняною хусткою. Шию, руки покривали білилами; карміном наводили контури губ. Вії підфарбовували жирною маззю, приготовленою з деревної сажі, змішаної з ароматичними добавками. При цьому користувалися спеціальною голкою. З перетертих раковин рідкісних молюсків робили пурпуровий порошок, який розводили в оліях і потім цією сумішшю фарбувалися нігті. Треба сказати, що ця дорога процедура в ті часи була доступна тільки дуже заможним жінкам. Обличчя римлянки пудрили порошком з ретельно розтертих у ступі тальку і крейди. Пушком служили міцно зв'язані пір'я курчат.
Геніальною жінкою і справжньою експерткою в області косметики була Клеопатра VII. Доказом служать її праці про мистецтво макіяжу. Клеопатра відкрила майстерні з виробництва косметики вздовж берегів Мертвого моря, одна з яких так і називалася «Косметична лабораторія Клеопатри». 
Римляни шукали способи приховати недосконалості шкіри. Як основу під макіяж використовували різні суміші з жирними речовинами. У них додавали воскову речовину «biacca», розплавлену до в'язкого стану. Римські жінки знали, що вона токсична, проте, не дивлячись на різні побічні ефекти та часто огидний запах «крему», жінки продовжували його використовувати. Брови підфарбовували порошками з сурми або «Fulgio» (сажі, отриманої при спалюванні певних матеріалів). Повіки фарбували зеленими тінями, зробленими з малахіту. Користувалися кіновар'ю (також високотоксичною речовиною), змішуючи її з тваринними жирами й екстрактами з овочів, щоб перетворити все це в червону помаду. Користуватися косметикою могли не всі. Куртизанкам це було суворо заборонено.

## Парфуми

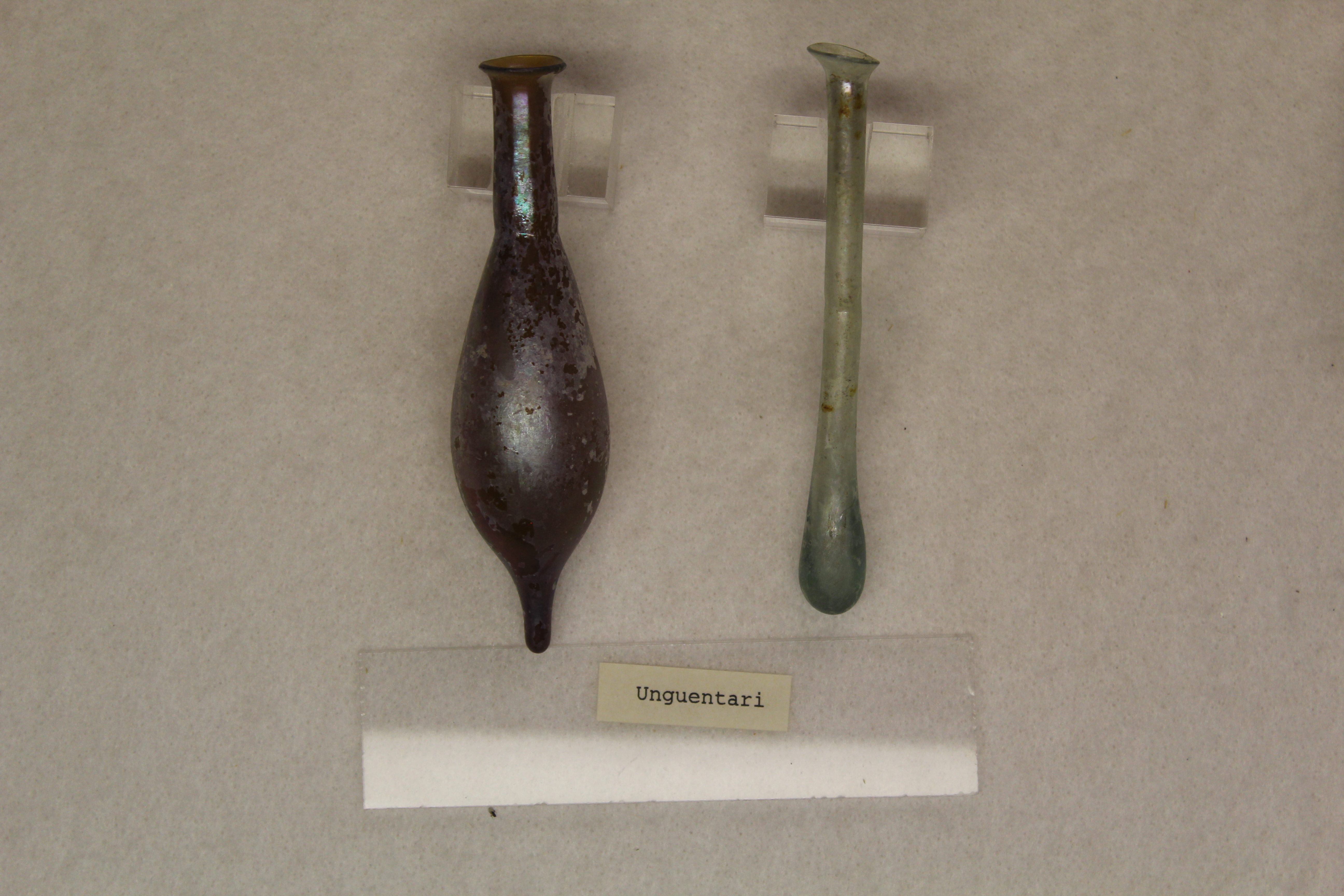
Римські флакони для парфумів (негритянські) на виставці у Віллі в Боскореале

Косметика і парфумерія в Стародавньому Римі використовувалася в неймовірно великих кількостях. Уже в I столітті до н.е. ввозилося з Єгипту 3000 тонн ладану і до 6000 тонн мірри. Крім цього закуповували пахощі й косметику в арабів, які доставляли її з Індії, Цейлону, Індонезії та Китаю.
Косметичні суміші для повсякденного туалету римських дам виготовляли в домашніх умовах і, звичайно, у кожної були свої секрети й пристрасті. У свята і знаменні дні аромати лилися рікою, а дим від кадила «затьмарював сонце». Кількість використовуваних косметичних продуктів ставало все більше. Вважалося беззаперечним правилом, використання кремів і притирань, настояних на запашних травах та оліях, під час прийняття ванн, до них і після них.
Археологи давно знайшли конкретні докази існування стародавніх парфумів і етапів їх виробництва, зокрема, мацерації листя, коріння і пелюсток квітів. Основою служила масляниста речовина «Onfacio». Її отримували шляхом мацерації оливок або виноградного соку. Ароматні речовини змішували з барвниками. У місті Палестрина на околиці Риму в духи додавали екстракт з пелюсток троянд. В районі Помпеї використовували різні сорти лілій. Також були популярні мирт і лавр, жасмин, яблука та айва. З Єгипту в Рим постачали інгредієнти, з яких робили найдорожчі парфуми, які називалися «Юдейський бальзам». Ароматні есенції продавалися по приголомшливим цінам. З 1-го століття нашої ери одна унція духів коштувала понад 400 динарів.

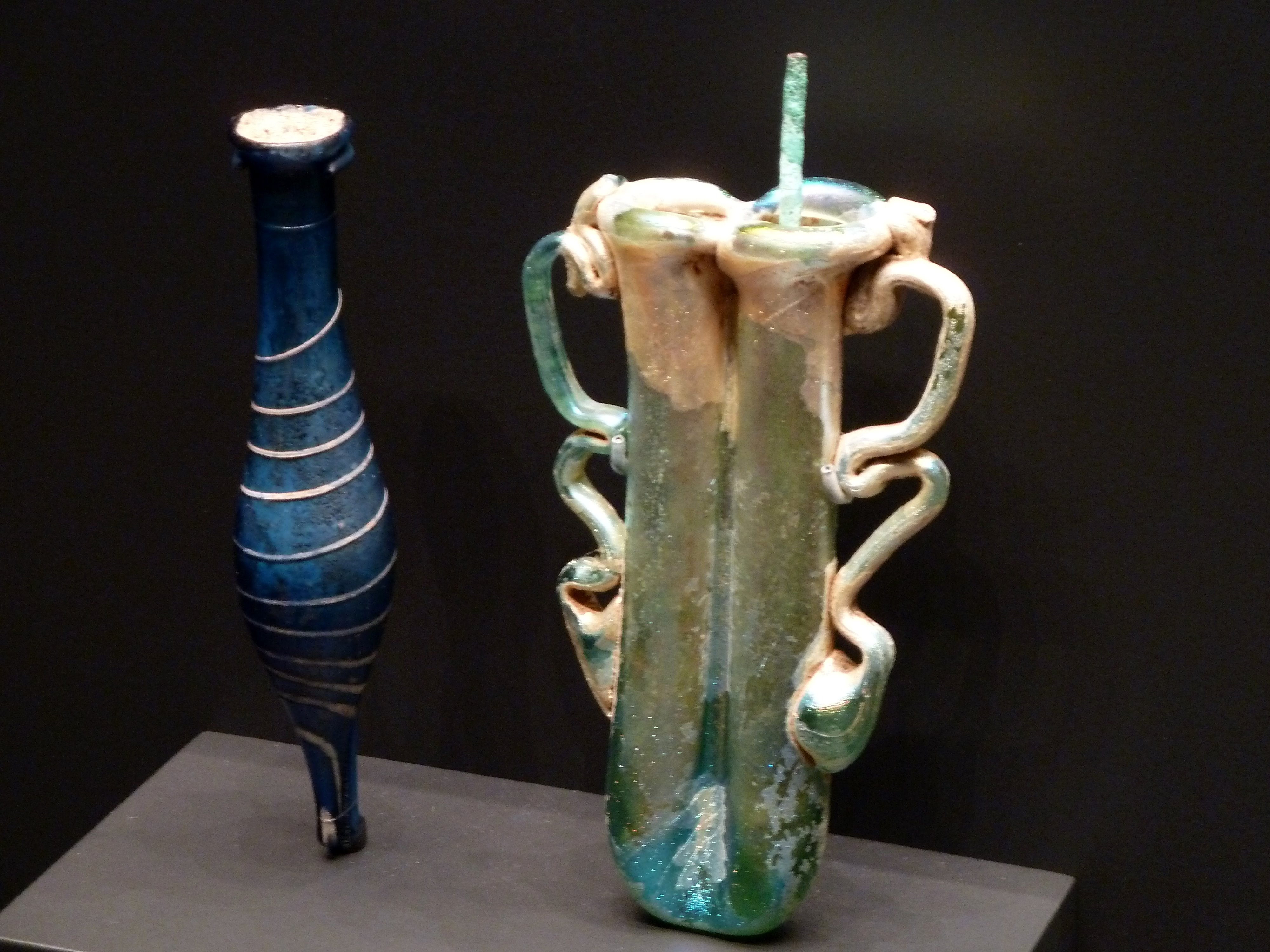
Римський скляний флакон парфумів (1-100 роки) і подвійна посудина для макіяжу очей (200-400 роки)

Римський історик Пліній зазначав, що величезні багатства витрачалися даремно, і парфуми могли б знайти краще застосування, наприклад, в амфітеатрах, де стояв гіркий запах крові вбитих тварин.
Парфуми наносили не тільки на тіло. Знатні люди велику увагу приділяли запахам, які панували в їхніх будинках. Наприклад, палац Нерона був побудований так, що зі стелі бенкетного залу на гостей падали квіти, і лилася запашна вода. Одного разу через це з одним з гостей стався нещасний випадок. Людина захлинулася у потоці запашної води з пелюстками троянд, який завалився на неї нього згори.
Імператор Геліогабал влаштовував для своїх гостей ароматні дощі з фіалками. Про це іронічно говорили деякі очевидці: «На нас вилили цілі відра парфумів, а їжі немає. Цікаво бути ароматними та голодними». Римляни підмішували парфуми в вино, попри те, що такі домішки надавали гіркоту. В оселях знатних людей постійно диміли вази з пахощами.

## Фарбування і догляд за волоссям
Дуже популярними серед римського населення були рецепти для фарбування волосся в різні кольори, бальзами з мигдалевої олії та молока. 
В Римі знать часто носила перуки та шиньйони, зроблені за єгипетською технологією. Дорогі перуки робили з натурального волосся. Чорні та темне волосся привозили з Індії, а світлі відтінки — Північної Європи.
Перуки іноді використовували, щоб приховати наслідки використання фарби для волосся. Пліній описує рецепт, який призначався для того, щоб волосся потемніло: після ретельного гоління голови треба було залишатися в тіні, а потім намазати голову воронячим яйцем, збитим в мідному посуді. Надалі рецепти чорної фарби були вдосконалені шляхом використання мінералів, отриманих з чорної сурми. У фарбу додавали тваринний жир, полин, листя кипариса. Все це варили та отриманою сумішшю змочували голову. Руде волосся отримували за допомогою хни або моркви. Ці кольори були поширені серед повій. 
До наших днів дійшов стародавній рецепт перефарбування чорного волосся у світлі: локони протиралися губкою, змоченою сумішшю золи букового дерева і козячого молока, а потім знебарвлюється під сонячними променями.

## Догляд за тілом
У лазнях, де римляни проводили цілі години, їм прислужували раби, обов'язком яких було робити масажі, натирати шкіру ароматичними оліями та пахощами. У зв'язку з тим, що Рим в епоху Розквіту був густонаселеним центром, антисанітарія, яка була на кожному кроці, сильно підривала здоров'я жителів. Не сприяла його поліпшення і жирна, гостра їжа. Піклуючись про своє самопочуття, багато стали надавати велике значення гігієні тіла і догляду за ним. У побут увійшло мило, при цьому найціннішим вважалося те, яке привозили з Галлії, — його робили з козячого жиру, букової золи й запашної «ціккамори». Намагаючись приховати сліди старості та нездорового способу життя, і римляни, і римлянки часто користувалися свинцевими білилами, які ще більше розхитували їх здоров'я. Багато буквально згнивали живцем, бо від постійного використання свинцю порушувався обмін речовин, тріскалася і чорніла шкіра, з рота погано пахло, псувалися і випадали зуби. Були, звичайно, й інші, менш небезпечні білила. Наприклад, класичним вважався порошок, приготований з ячмінного борошна, яєчних білків, оленячого рогу, соку нарцисів, меду і смоли каучукового дерева. Приготована з натуральних компонентів суміш не підривала здоров'я.
Уже в епоху Розквіту Стародавнього Риму з'явилася епіляція — при відвідуванні лазень тіло як слід розпарювали, чистили скребницею і після цього видаляли з нього все зайве волосся. Його вискубували спеціальними маленькими щипчиками. Процедура ще тоді була дуже болючою.
Жінки велику увагу приділяли догляду за грудьми. У маску для грудей входили галун, касторова олія та червоне сухе вино. Суміш була щільною, як віск. Її наносили на груди, а зверху посипали свинцевими білилами. Причому робити це треба було під час спадного місяця.
Практично всю косметику в Стародавньому Римі використовували, орієнтуючись на фазу місяця. Вважалося, що тільки тоді вона дасть максимальний ефект. Історик Пліній Старший згадав косметичні засоби, якими римляни користувалися щодня: свинцеві білила для особи, мило для волосся, лосьйон що очищає і зволожує  з мигдалевої олії з додаванням коров'ячого молока, а також зубний порошок на основі пемзи й кісткового борошна бичачих рогів.

## Чоловіче використання
Відомо також, що чоловіки користувалися косметикою в римські часи, хоча суспільство не сприймало це. Чоловіків, яких бачили з дзеркалами, вважали жіночими, а тих, хто користувався макіяжем для відбілювання обличчя, вважали аморальними, оскільки вони мали засмагнути від роботи на вулиці. Двома з найбільш прийнятних практик було легке використання певних парфумів і помірне видалення волосся. Чоловіка, який видаляв занадто багато волосся, вважали жіночим, тоді як якщо видаляти занадто мало волосся, він виглядав невитонченим. Римляни вважали марнославством імператора особливо недоречним, як, очевидно, було з імператором Отоном. Імператор Елагабал усунув усе своє тіло зачіска та часто одягали макіяж, що завдавало римлянам багато горя.